# Scaphisoma angulare
Espèce
Scaphisoma angulare est une espèce de coléoptères de la famille des Staphylinidae et de la sous-famille des Scaphidiinae.

## Répartition et habitat
Cette espèce est décrite des petites îles de la Sonde, en Indonésie.